# Магдебург
Магдебу́рг (нем. Magdeburg МФА: [ˈmakdəbʊrk]о файле, н.-нем. Meideborg [ˈmaˑɪdebɔɐx], Madeborg, в.-луж. Dźěwin, н.-луж. Źěwin, чешск. Девин) — город в Германии, столица земли Саксония-Анхальт. 
Населённый пункт расположен, на трёх рукавах Эльбы, и на средней Эльбе, у восточного края Магдебургской Бёрде. Крупный германский транспортный узел, через который проходят трансъевропейская железно-дорожная магистраль Москва — Варшава — Берлин — Ганновер — Рур — Париж, а также железные дороги в направлении на Галле — Лейпциг, Вольфсбург, Виттенберг — Висмар, Дессау-Рослау, Вернигероде. В городе пересекаются федеральные автобаны Берлин – Дортмунд и Дрезден – Магдебург, а также несколько скоростных федеральных автомагистралей.

## История

Магдебург разделен на 40 административных районов

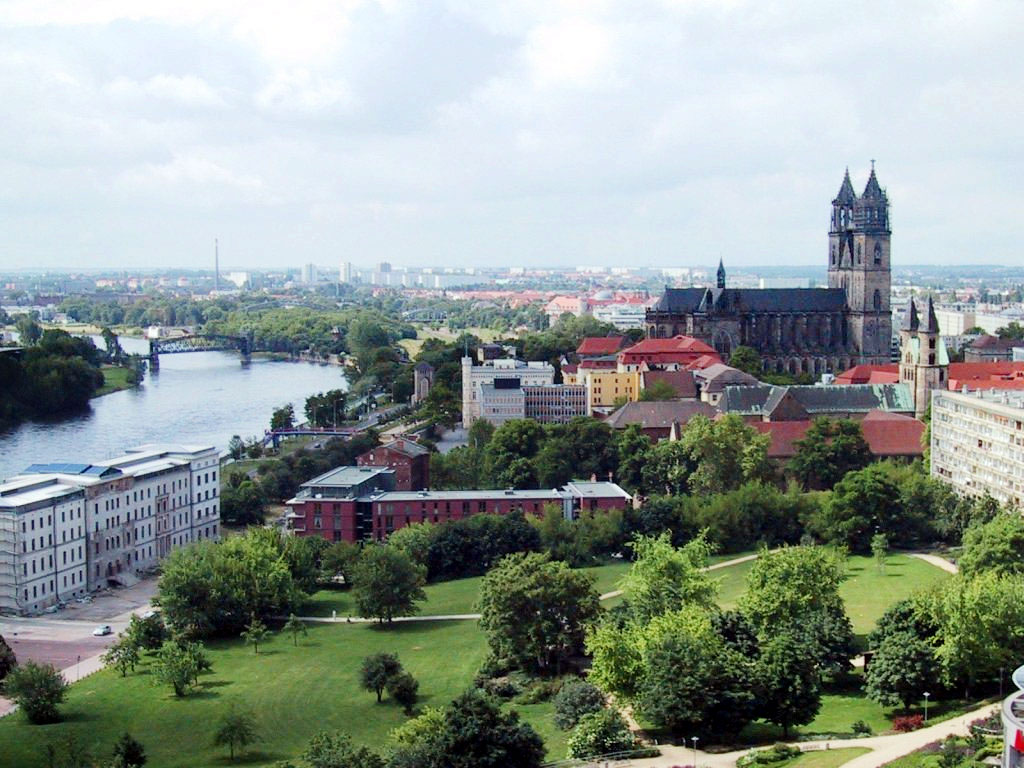
Вид на Магдебург и Кафедральный Собор

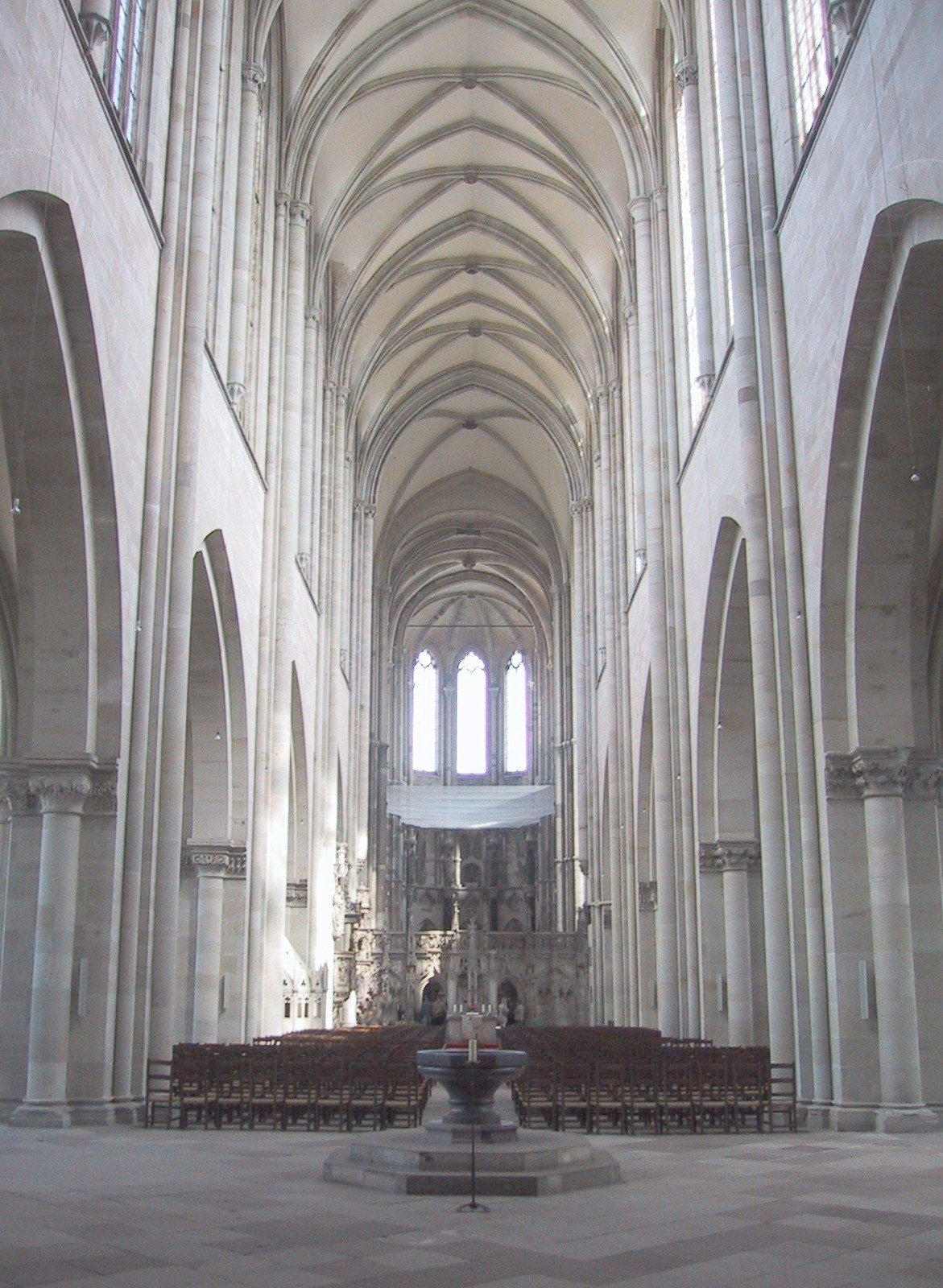
Интерьеры Кафедрального собора, вид на могилу Оттона I

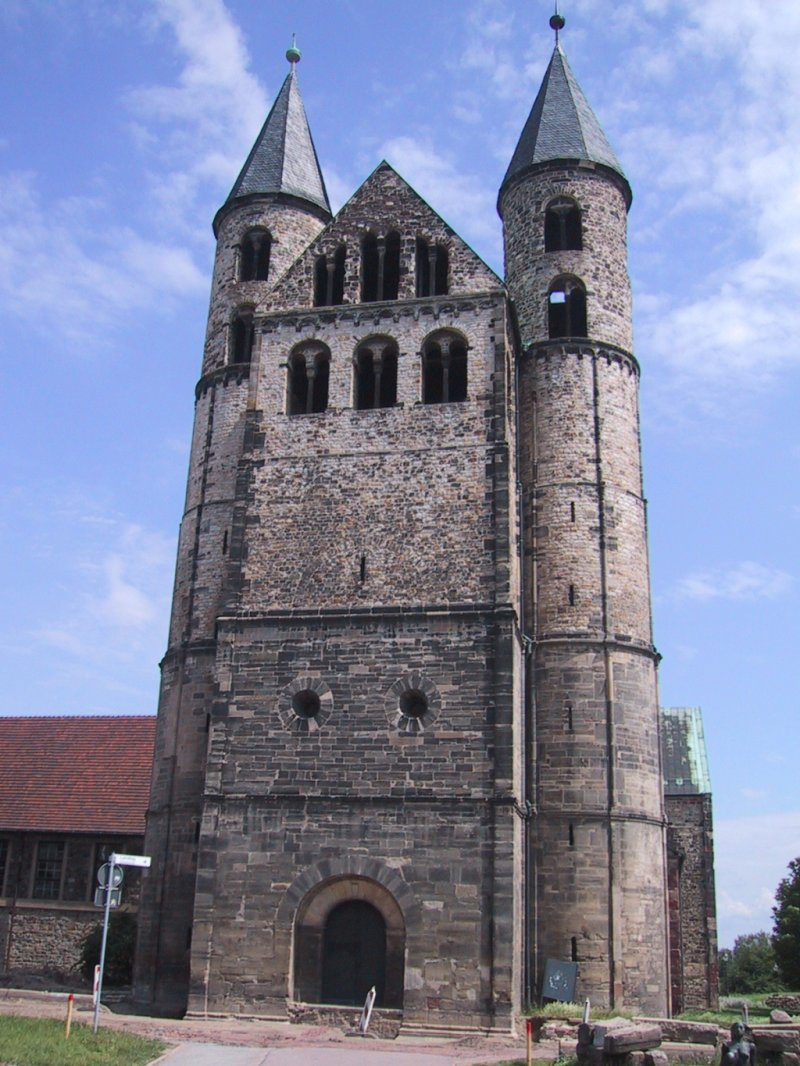
Монастырь «Unser Lieben Frauen»

Поселение упоминается впервые в капитулярии под названием Магадобург (Magadoburg), как торговый пункт с 805 года, от Карла Великого получило торговые привилегии. Благодаря своему географическому положению населённый пункт имел важное торговое и военное значение на границе расселения германцев и полабских славян.
Германский король Оттон I основал здесь бенедиктинский монастырь в 937 году, и при нём населённый пункт стал одним из основных центров власти германского королевства, которое активно колонизировало славянские земли вендов. 
В 965 году монастырю бенедиктинцев монархом были предоставлены широкие права и привилегии, в том числе право чеканки собственной монеты, проведения ярмарок, сбора таможенных пошлин и другого. С 968 года центр архиепископства, основано германо-римским императором Оттоном I, и с этого же года он сделал Магдебург резиденцией архиепископов, в Магдебургское архиепископство входили епископства Бранденбург, Майсен, Мерзебург и другие. 
В 970—980 годы в соборной школе Магдебурга учился св. Адальберт-Войтех под руководством Адальберта Магдебургского.
В 1013 году город был разорён польским королём Болеславом I Храбрым. С начала XIV столетия обострился конфликт между городским советом (с 1244 года) и архиепископом, за власть над городом и его привилегиями.
Как участник Шмалькальденской лиги, Магдебург, в ходе религиозной гражданской войны, был осаждён с октября 1550 года по август 1551 года войсками курфюрста Морица Саксонского, и наконец должен был покориться и принять неприятельский гарнизон.
За участие города в религиозных войнах германо-римский император Карл V исключил город, в 1547 году, из состава империи (решение было отменено в 1562 году).

### Тридцатилетняя война
Во время Тридцатилетней войны Магдебург был в течение 7 месяцев осаждаем (1629 год) войсками Валленштейна, который, однако, не смог взять его. К Магдебургу подступил имперский полководец Тилли, который, после успешных осадных работ, двинул 10 мая 1631 года свои войска на штурм. Имперцы, ворвавшись в город, истребили почти всех жителей и предались страшным неистовствам, завершившимся пожаром, обратившим Магдебург в груду пепла (почти сожжен). О причинах почти полного разрушения города в исторической литературе существуют разногласия.

### Религиозная жизнь города
Магдебургское архиепископство основано императором Оттоном I в 968 году. Архиепископы магдебургские непрерывно воевали с соседними славянами и бранденбургскими маркграфами, а одно время и с императором Генрихом IV. Нередко бывали и столкновения архиепископа с городом Магдебургом; во время одного из них был убит (1325 год) архиепископ Бурхард III.
К концу XV века архиепископская область состояла из двух частей, разделённых владениями Ангальта, и занимала площадь в 5400 км². С XVI века архиепископы, а затем администраторы магдебургские избирались из бранденбургского дома (кроме последнего администратора — Августа, герцога Саксонского).
В 1648 году Магдебургское архиепископство секуляризировано и в качестве герцогства присоединено к Бранденбургу, фактически овладевшему Магдебургом лишь после смерти последнего администратора (1680 год).

### XIX век
Во время войны 1806 года, в начале ноября, войска французского корпуса Нея два раза безуспешно штурмовали крепость, но 10 ноября она сдалась. В 1813 году Магдебург, занятый французами, был блокирован сначала прусскими, а потом русскими войсками; при заключении перемирия блокада была снята. В 1814 году город снова подвергся блокаде, но был оставлен французами лишь в мае, по получении известия о взятии Парижа.

### XX век
На начало XX столетия Магдебург был столицей прусской провинции Саксония и первоклассная крепость (одна из важнейших крепостей империи), в котором проживало около 210 000 жителей. 
В XX веке город интенсивно застраивался. В Магдебурге располагались корабле- и машиностроительные и паровозные заводы (Круппа, Грузона), происходили изготовление брони и панцирных башен, а также были сахарные и цикорные заводы. Было развито садоводство, плодоводство, огородничество.
- 1912. Демонтирована крепость.
- 1945. В течение Второй мировой войны Магдебург, насчитывавший 350 000 жителей, сильно пострадал от массированных бомбардировок союзников. 16 января 1945 года 400 бомбардировщиков B-17 провели самый крупный налёт на город, в результате которого было разрушено 90 % старого города, было уничтожено 15 церквей, погибло 2500 человек и ещё 190 000 человек остались без жилья. Сильнее Магдебурга в Германии во время войны пострадал только Дрезден. 19 апреля 1945 года западная часть города была полностью занята американскими войсками, и только 5 мая 1945 восточная часть города была занята советскими войсками. 1 июня 1945 последние подразделения 117-й стрелковой дивизии США были заменены подразделениями Британской армии, и только месяц спустя (1 июля) западная часть Магдебурга была передана под контроль частей Красной армии.
- В 1945—1949 в Советской зоне оккупации Германии.
- 1945—1990. В послевоенные годы многие уцелевшие здания были разобраны, в довоенном состоянии сохранились только несколько строений около Кафедрального собора. С 1949 года до воссоединения Германии 3 октября 1990 город входил в состав ГДР и являлся центром одноимённого округа.
- 1990. Магдебург становится столицей нового образования — федеральной земли Саксония-Анхальт. Центр города восстанавливается почти исключительно в современном стиле.
- 1993 Вузы города объединились в Университет Отто фон Герике в Магдебурге
- 1994. Магдебург становится местом епархии.

### XXI век
- 20 декабря 2024 года на рождественской ярмарке Магдебурга в толпу людей на большой скорости въехал автомобиль, в тот момент там было много семей с детьми[16]. Как минимум 5 человек погибли и более 200 были ранены[17].

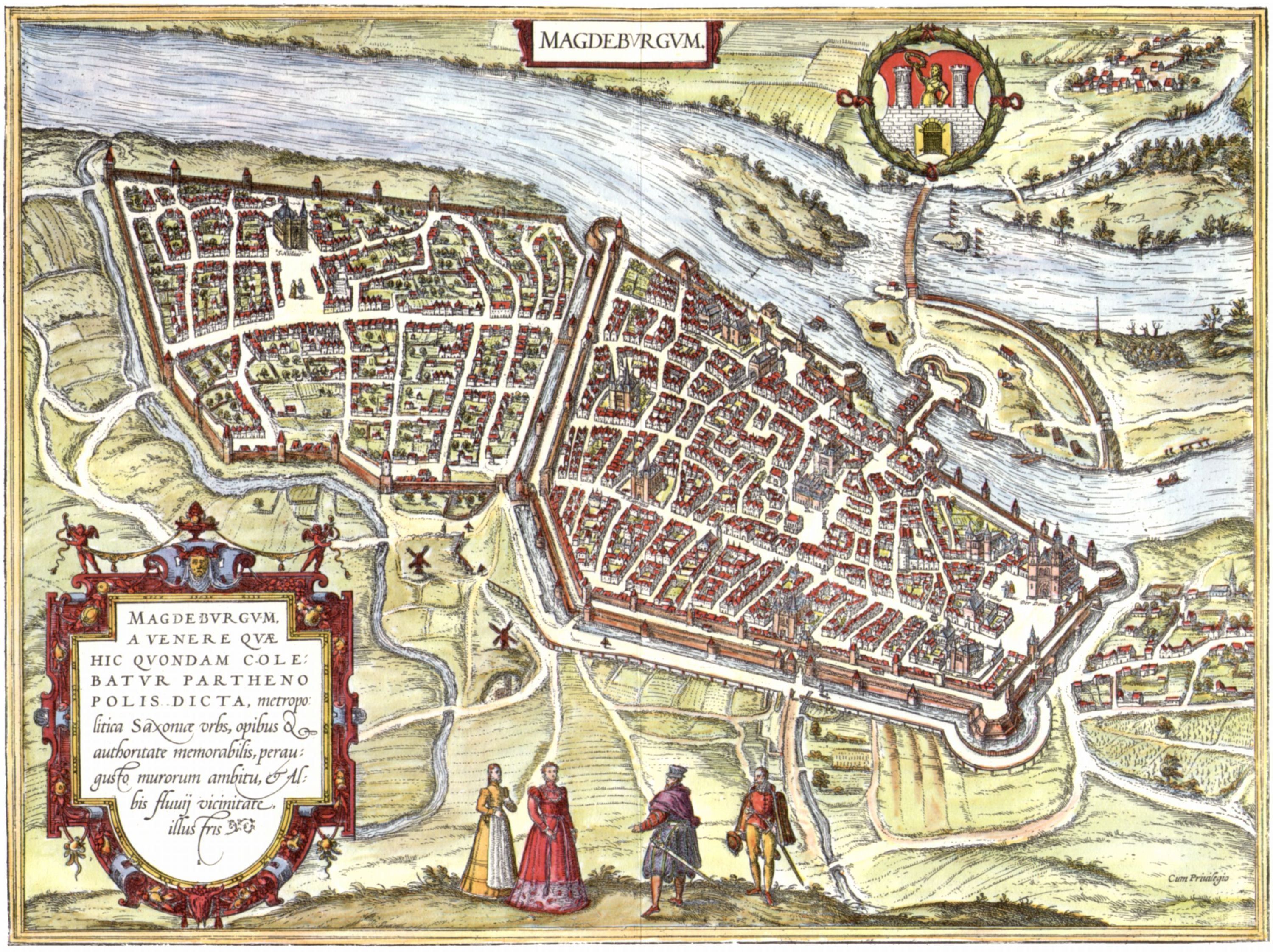
Магдебург (1572)
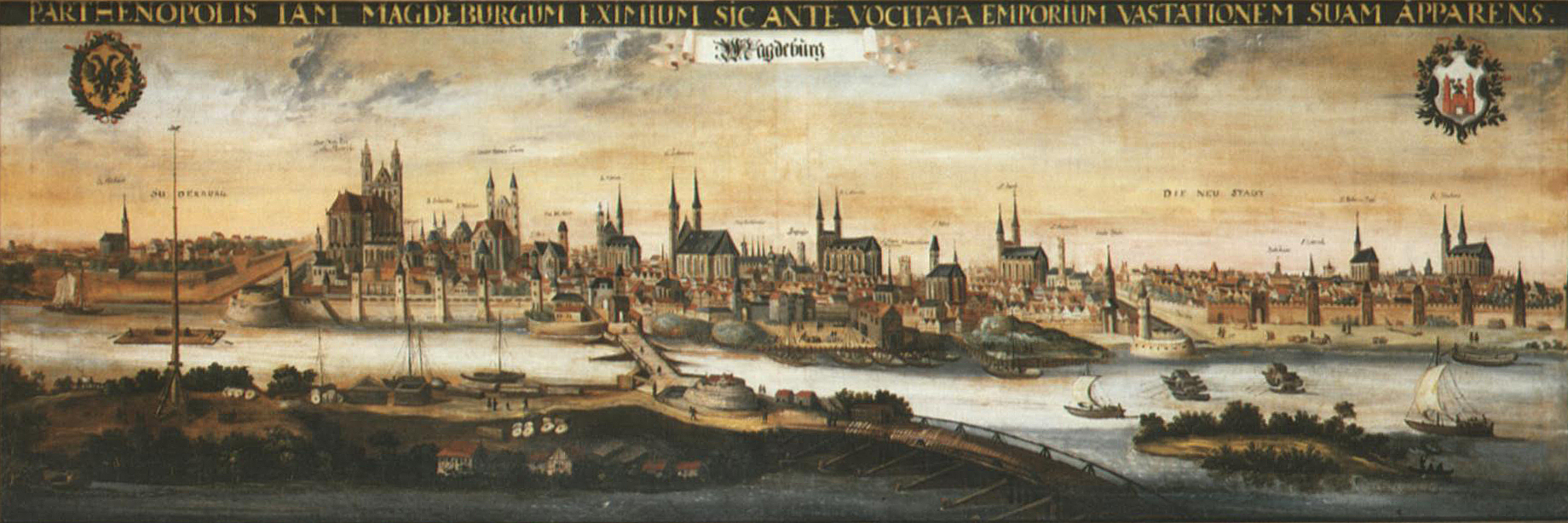
Магдебург (1600)
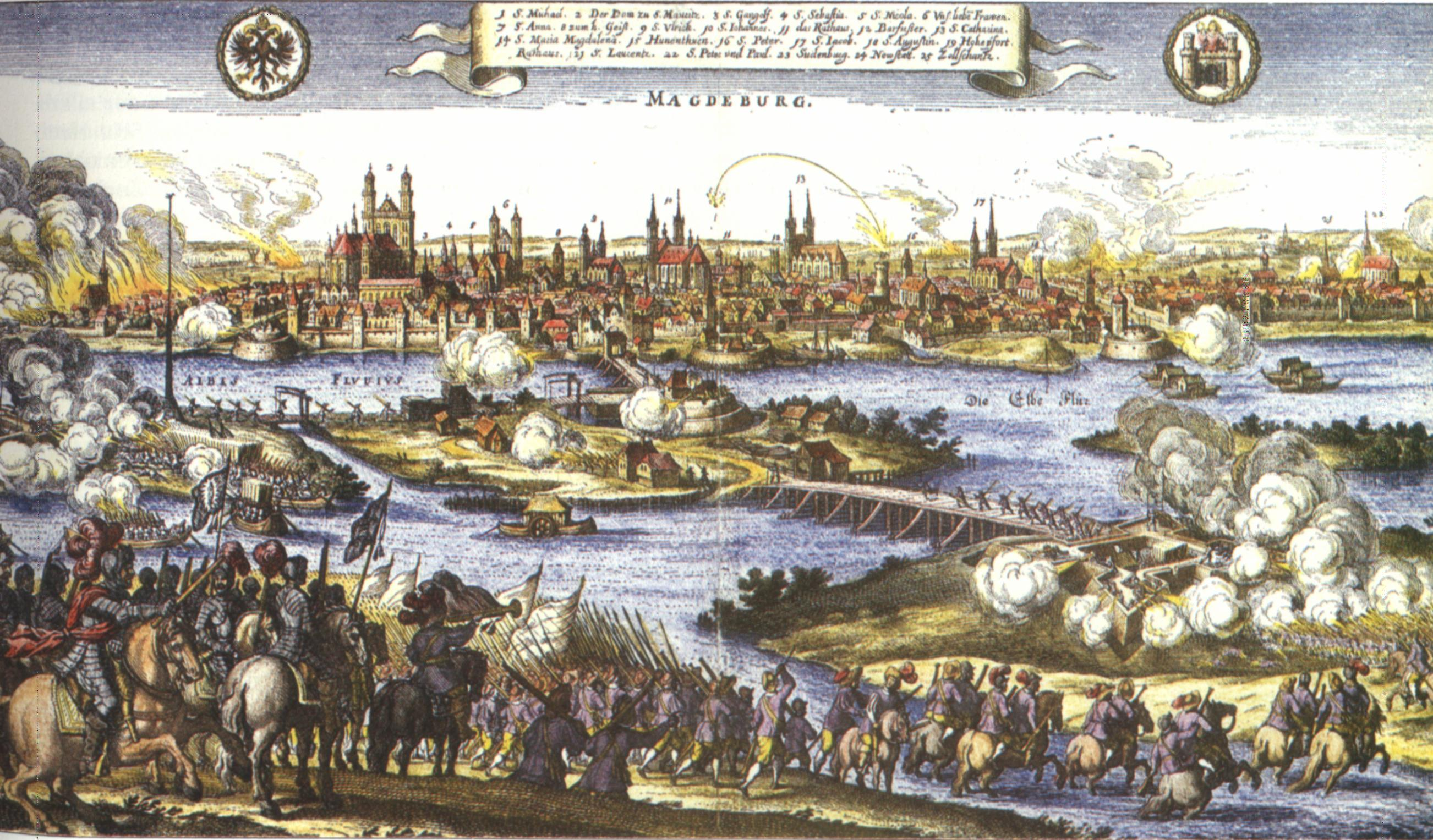
Штурм Магдебурга (1631)
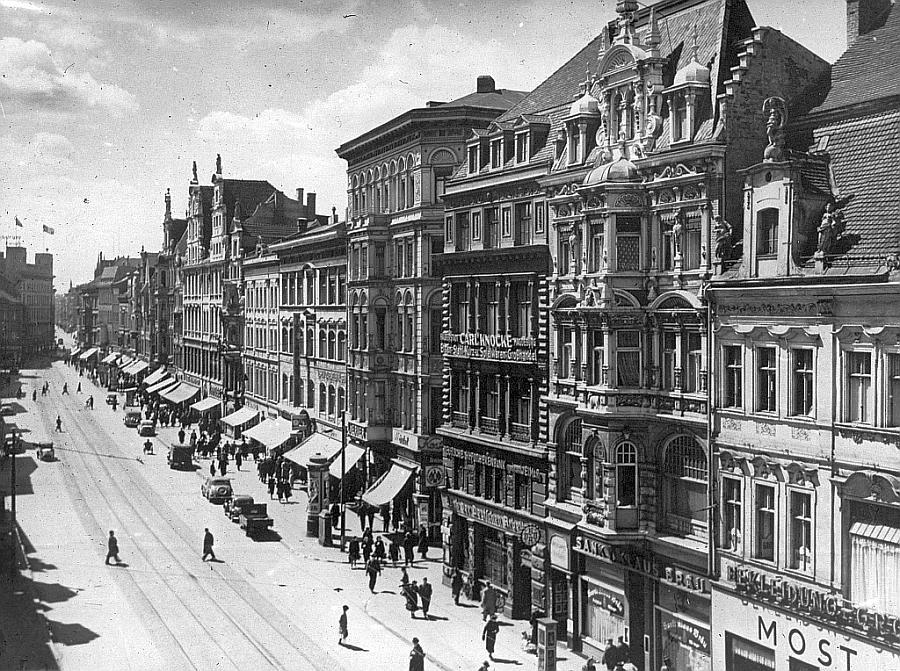
Брайтер Вэг, одна из центральных улиц Магдебурга (1930)
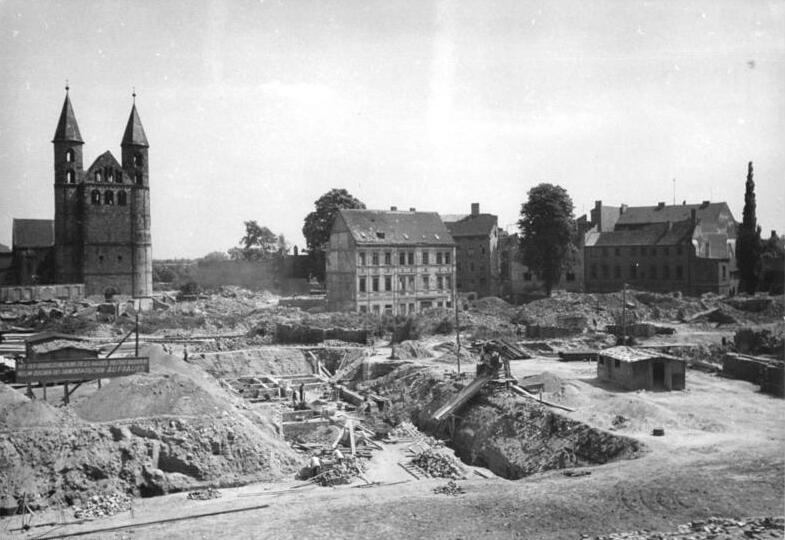
Руины Магдебурга (1945)
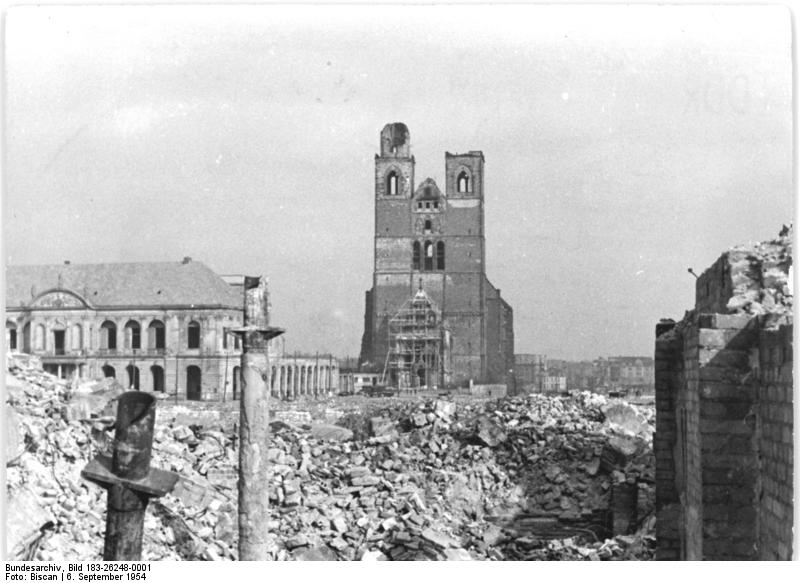
Руины Магдебурга (1945)

## Достопримечательности
- Магдебургский собор (нем. Magdeburger Dom);
- Монастырь Пресвятой Девы Марии (Kloster Unser Lieben Frauen);
- Рождественская ярмарка в Магдебурге (Magdeburger Weihnachtsmarkt);
- Старый рынок (Alter Markt);
- Магдебургский всадник (Magdeburger Reiter);
- Магдебургская зелёная цитадель (Die grüne Zitadelle von Magdeburg);
- Ратуша (Altes Rathaus);
- Башня св. Луки (Lukasklause);
- Башня Тысячелетия (Jahrtausendturm) в пойме Эльбы (Elbauenpark);
- Городской парк Ротехорн (Stadtpark Rotehorn);
- Площадь Хассельбахплатц (Hasselbachplatz);
- Звёздный мост (Sternbrücke);
- Магдебургский комбинат тяжёлого машиностроения (Schwermaschinenbau-Kombinat „Ernst Thälmann“).

## Известные уроженцы
- Теодор Альберт (1822—1888), немецкий художник
- Эрнст Андерс (1845—1911), немецкий художник
- Рихард Адольф Ассман (1845—1918), немецкий метеоролог
- Теодор Аве-Лаллеман (1806—1890), немецкий музыкант и учитель музыки
- Курт Беренс (1884—1928), немецкий прыгун в воду, призёр летних Олимпийских игр
- Арно Биберштайн (1884—1918), немецкий пловец, чемпион летних Олимпийских игр 1908
- Джессика Бёрс (род. в 1980) немецкая телеведущая, актриса и поп-певица
- Фредерик Эрнст Феска (1789—1826), немецкий скрипач и композитор инструментальной музыки
- Гарри Гизе (1903—1991), немецкий актёр и диктор
- Георг Граднауэр (1866—1946), немецкий политик, юрист и редактор
- Отто фон Герике (1602—1686), немецкий физик, инженер и философ. Университет Отто фон Герике в Магдебурге носит его имя.
- Георг Кайзер (1878—1945), немецкий драматург, поэт и прозаик
- Надин Кляйнерт (род. в 1975), немецкая толкательница ядра, серебряный призёр Олимпийских игр 2004 года
- Гельмут Кнохен (1910—2003), немецкий англист, штандартенфюрер СС, командир полиции безопасности и СД в оккупированной Франции
- Ханс Клоос (1885—1951), немецкий геолог, академик.
- Вернер Маркс (1896—1967), немецкий генерал-лейтенант, участник Первой и Второй мировых войн
- Карл Симон Моргенштерн (1770—1852), немецкий филолог-германист, литературовед, библиотекарь и нумизмат на службе Российской империи
- Феликс фон Нимейер (1820—1871), немецкий медик, педагог, научный писатель и личный врач короля Вюртемберга
- Христиана Нюслайн-Фольхард (род. в 1942), немецкий биолог, лауреат Нобелевской премии по физиологии и медицине 1995 года
- Рихард Эльце (1900—1980), немецкий художник-сюрреалист
- Эрих Олленхауэр (1901—1963), германский политический деятель, председатель Социал-демократической партии Германии в 1952—1963 годах
- Эрнст Рудольф Иоганнес Рейтер (1889—1953), немецкий политик социал-демократ и учёный-урбанист
- Эккерхард Шалль (1930—2005), немецкий актёр театра и кино и театральный режиссёр
- Вольфганг Шрайер (1927—2017), немецкий писатель и сценарист
- Петра Шмидт-Шаллер (род. в 1980), немецкая актриса
- Маргарет Шён (1895—1985), немецкая актриса кино и театра
- Фридрих Вильгельм фон Штойбен (1730—1794), американский генерал прусского происхождения
- Георг Филипп Телеман (1681—1767), немецкий композитор, капельмейстер, музыкальный критик и общественный деятель
- Клаус Тунеманн (род. в 1937), немецкий фаготист и педагог
- Хеннинг фон Тресков (1901—1944), генерал-майор немецкой армии (1944), один из активных участников заговора против Гитлера
- Генрих Чокке (1771—1848), немецкий и швейцарский писатель-просветитель, переводчик, евангелический теолог, педагог, историк, журналист и правительственный чиновник
- Марсель Шмельцер (род. в 1988), немецкий футболист
- Вильгельм Вейтлинг (1808—1871), немецкий философ-утопист, деятель раннего немецкого рабочего движения и один из теоретиков немецкого социализма

## Города-побратимы
- Сараево, Босния и Герцеговина (1977)
- Брауншвейг, Германия (1987)
- Нашвилл, США (2003)
- Запорожье, Украина (2008)
- Радом, Польша (2008)
- Харбин, Китай (2008)
- Гавр, Франция (2011)